# サン＝マルタン＝デ＝シャン (フィニステール県)
サン＝マルタン＝デ＝シャン （Saint-Martin-des-Champs、ブルトン語:Sant-Martin-war-ar-Maez）は、フランス、ブルターニュ地域圏、フィニステール県のコミューン。

## 地理
モルレーのすぐ西側に位置する。サン＝マルタンは近郊の人口集塊に囲まれ、町の境界は東はケフル川とモルレー川、西はペネレ川が流れる。コミューンの北部、西部、南部には大規模な農村地帯を抱えているが、その境界はモルレーの都市化の波（郊外の住宅団地、ローネーの商業地区、ケリヴァンの工業地帯）にますます侵食されてきている。コミューンはモルレーとの合併を拒否したものの、28のコミューンが参加する自治体間連合ペイ・ド・モルレーの一員である。
コミューンは2つの主要輸送道に貫かれている。鉄道のパリ・モンパルナス-ブレスト路線（fr）、そして国道12号線である。国道はサン＝ポル＝ド＝レオンとロスコフの方角にそれぞれ枝分かれしている。これは多くの郊外コミューンが持つ特徴である。
面積は丘が多く、モルレー川左岸の海抜0m地点からプレベール＝クリストとの境界である南部は標高112m、コミューン庁舎では標高83mである。サン＝マルタンは本質的に、ヘルシニア造山運動後の準平原である古いレオン台地の一部であり、東西は非常に深い谷によって境界となっている。谷は海に近接し、海水の浸食で誕生したものである。ペネレのマノワールの岸は、おそらくデボン紀にできた露頭である。

## 歴史
1871年、拡張工事中のバガテル公園で発掘されたのはいくつかの埋葬用の壺だった。壺の中には32から34の黒焦げの骨が収められ、地面から20cmから25cmの浅いところに埋められていた。これらの壺はその形状や施された装飾から、ガリア人のものと思われ、青銅器時代につくられたとみられる青銅のブローチやブレスレットも見つかった。これらの発掘品は、ハルシュタット文化後期からラ・テーヌ文化初期にかけての移行期のものであろう。ローマ時代の硬貨や物品が同じ場所から見つかっている。
6世紀に書かれたトレギエ写本によると、当時のサン＝マルタンはサント＝セヴに含まれ、ドムノネ王国の庇護下にあるレオン司教座の古いPagus Daudourの一部であった。
サン＝マルタン＝デ＝シャンは、元来はトゥールのマルムーティエ修道院の傘下にある小修道院であった。この小修道院は聖マルティヌスに捧げられ、1128年にレオン子爵エルヴェ1世が建立した。エルヴェ1世はブーレ（Bourret）と名付けられた町をマルムーティエの修道士たちに授けた。古い名はその後、Ecclesia Sancti Martini de Monte Relaxoに割り当てられた。
中世の間、サン・キュビュリアン修道院（fr）が教区の中心で活動を行っていた。12世紀以降、サン＝マルタンはモルレーの3つの教区の1つとなり、1485年に教区教会が建てられた。建物は18世紀2度の落雷で損傷した。サン＝マルタンの教会を本拠地とするもともとの町は、現在は古くから隣接するモルレーに依存している。
1790年にサン＝マルタンはコミューンとなり、モルレーと区別するためサン＝マルタン＝カンパーニュ（Saint-Martin-Campagne）と名付けられ、広大な農村地帯が割り当てられた。フランス革命時代には幾度も改名を強いられた。Saint-Martin-des-Champsからユニテ・デ・シャン（Unité-des-Champs）、そしてマルタン・デ・シャン（Martin-des-Champs）となり、最終的には現在の名称となった。名称の語源となった元々の町は、まだモルレーの町の一部のままであった。
1885年に発行された大百科辞典では、サン＝マルタンの経済活動について、鉄の鋳物、石鹸やロウソクが製造されていると述べられている。
19世紀半ばの鉄道の到来は、町の風景を一変させた。それはコミューンの東側、モルレー駅近くの深い切通を通じるパリ・モンパルナス-ブレスト路線の堂々とした地形であり、またコミューン南側の一部を埋め立て土手にして、いくつかの交差路を半減させたことであった。モルレー-ロスコフ路線は、サン＝マルタンの南部を通った。モルレーに供給されるガスをつくる工場は、サン＝マルタンに所在地があった。
1890年、サン＝マルタンには公立学校と、サントギュスティーヌ姉妹会が運営する私立学校が存在した。1899年、サン＝マルタンは、当時フィニステール県には18しかなかった、相互保険会社のあるコミューンの1つであった。農場の家畜が死んだ場合、ウマや角のあるウシを提供するものだった。

## 人口統計
| 1962年 | 1968年 | 1975年 | 1982年 | 1990年 | 1999年 | 2006年 | 2010年 |
| ------ | ------ | ------ | ------ | ------ | ------ | ------ | ------ |
| 2685   | 3086   | 4617   | 5170   | 4933   | 4709   | 4706   | 4759   |

参照元:1999年までEHESS、2000年以降INSEE

## ブルトン語
2005年10月、ブルトン語の日常使用促進をうたうYa d'ar brezhoneg憲章の批准が議会で可決された。

## 史跡
- サン・フランソワ・ド・キュビュリアン修道院 - 15世紀、レオン子爵アラン9世・ド・ロアンが建立。
- バガテルのシャトー - ルイ15世様式のシャトー。私有のため見学は不可。

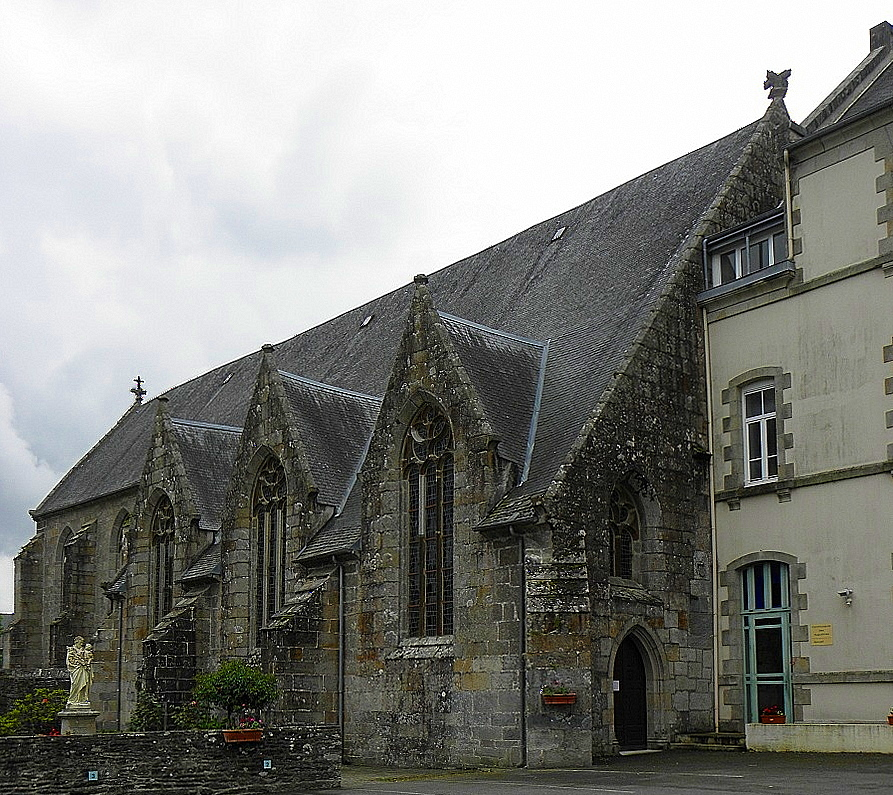
キュビュリアン修道院
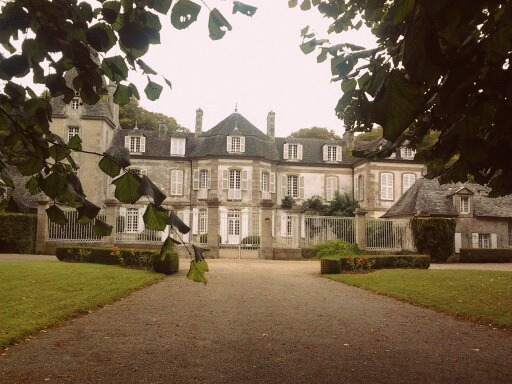
バガテルのシャトー